# سیارک ۹۲۲۶
سیارک ۹۲۲۶ (به انگلیسی: 9226 Arimahiroshi، نامگذاری:1996AB1)۹۲۲۶مین سیارک کشف شده‌است که در ۱۲ ژانویه ۱۹۹۶ کشف شد.